# Guatemala en los Juegos Panamericanos de 2007
La actuación de Guatemala en los juegos Panamericanos 2007 logró que consiguiera 7 medallas en total, consiguiendo 2 medallas de oro 3 de plata y una de bronce.
A pesar de que obtuvo el puesto 14 y con este no muy bien rankiado ha logrado conseguir su mejor participación en estos juegos.
Comparando a los 7 países centroamericanos, la tabla queda de la siguiente forma:

## Medallero
| 1 | Guatemala (GUA)   | 2 | 3 | 2 | 7  |
| 2 | El Salvador (ESA) | 1 | 6 | 3 | 10 |
| 3 | Panamá (PAN)      | 1 | 1 | 0 | 2  |
| 4 | Nicaragua (NIC)   | 0 | 0 | 2 | 2  |
| 5 | Honduras (HON)    | 0 | 0 | 1 | 1  |
| 6 | Costa Rica (CRC)  | 0 | 0 | 0 | 0  |
| 7 | Belice (BEL)      | 0 | 0 | 0 | 0  |

## Medallas de Oro

### Karate

#### Kumite (– 53 kg)
| RANK              | NAME                      |
| ----------------- | ------------------------- |
|                   | Cheili González Guatemala |
|                   | Valeria Kumizaki Brasil   |
|                   | Jennifer Guillette Canadá |
| Jessy Reyes Chile |                           |

### Grupo A
| Equipo            | Pts | PJ | PG | PE | PP | GF | GC | Dif |
| ----------------- | --- | -- | -- | -- | -- | -- | -- | --- |
| Perú (Per)        | 9   | 3  | 3  | 0  | 0  | 14 | 1  | +13 |
| Venezuela (Ven)   | 6   | 3  | 2  | 0  | 1  | 4  | 4  | 0   |
| El Salvador (Esa) | 3   | 3  | 1  | 0  | 2  | 5  | 10 | -6  |
| Brasil (Bra)      | 0   | 3  | 0  | 0  | 3  | 2  | 10 | -8  |

| 26 de julio de 2007 | EUSEBIO Gladys Perú | 1-1 | CASTRO Lisbeth Venezuela |  |  |

| 26 de julio de 2007 | CARCAMO Veronica El Salvador | 1:4 | KUMIZAKI Valeria Brasil |  |  |

- Datos: Q5614231